# Phan Châu Trinh
Phan Châu Trinh (9. září 1872 – 23. března 1926) byl vietnamský myslitel, veřejný činitel a publicista.

## Život
Jeho otec byl účastníkem hnutí can vuong a zemřel rukama svých spolubojovníků.

## Názory
Phan Châu Trinh soudil, že je především třeba svrhnout monarchii a nastolit demokratické zřízení. Phan-Chu-Trinhovy sociologické názory byly ovlivněny myšlenkami francouzských osvícenců o užitečnosti osvěty lidu a demokratizace politického zřízení. Phan Chu Trinh soudil, že je nutné posílat studenty za hranice a ve vlasti zakládat co nejvíce škol, v nichž by se vyučovalo přírodním vědám a vyučovacím jazykem by byla mateřština. V četných svých pracích a zejména v článku „O vládě a lidovládě“ stál Phan Chu Trinh na pozicích buržoazního demokratismu a vyzýval k akcím proti tyranii krále a feudálů. Phan Chu Trinh považoval zákony konstituční monarchie za bezmocné.
Phan Chu Trinh, který byl odchován díly Voltaira, Montesquieua a jiných západních myslitelů, hlásal syntézu evropské a východní morálky, odsuzoval feudální despotické rysy rodinného zřízení ve východních zemích, neboť se domníval, že brzdí rozvoj civilizace.